# ماساكي هيغاشيغوتشي
ماساكي هيغاشيغوتشي (東 口 順 昭)، ولد في 12 مايو 1986 هو لاعب كرة قدم ياباني الذي يلعب حاليا لغامبا أوساكا.

## روابط خارجية
- ماساكي هيغاشيغوتشي على موقع الاتحاد الدولي (مؤرشف)  (الإنجليزية)
- ماساكي هيغاشيغوتشي على موقع رابطة كرة القدم اليابانية للمحترفين (اليابانية)
- ماساكي هيغاشيغوتشي على موقع إي إس بي إن إف سي (الإنجليزية)
- ماساكي هيغاشيغوتشي على موقع قاعدة بيانات كرة القدم.إي يو (الإنجليزية)
- ماساكي هيغاشيغوتشي على موقع ليكيب (الفرنسية)
- ماساكي هيغاشيغوتشي على موقع ناشيونال فوتبول تيمز (الإنجليزية)
- ماساكي هيغاشيغوتشي على موقع Soccerbase.com (لاعب) (الإنجليزية)
- ماساكي هيغاشيغوتشي على موقع Soccerway.com (الإنجليزية)
- ماساكي هيغاشيغوتشي على موقع عالم كرة القدم.نت (الإنجليزية)

1. ↑  "معلومات عن ماساكي هيغاشيغوتشي على موقع static.fifa.com". static.fifa.com. مؤرشف من الأصل في 2019-04-08.
2. ↑  "معلومات عن ماساكي هيغاشيغوتشي على موقع transfermarkt.com". transfermarkt.com. مؤرشف من الأصل في 2020-03-30.
3. ↑  "معلومات عن ماساكي هيغاشيغوتشي على موقع national-football-teams.com". national-football-teams.com. مؤرشف من الأصل في 2020-03-14.

- Masaaki Higashiguchi نسخة محفوظة 22 مارس 2019 على موقع واي باك مشين. – Yahoo! Japan competition record